# Love Is Free
Singles de Sheryl Crow
Shine Over Babylon
(2007) Now That You're Gone
(2008)
Love Is Free est le deuxième extrait de l'album Detours de Sheryl Crow.

## Information sur le titre
Les paroles évoquent les victimes de l'ouragan Katrina à La Nouvelle-Orléans.

## Vidéoclip
La vidéo de Love Is Free a été réalisée par The Malloys (en). Dans cette vidéo, on voit La Nouvelle-Orléans après le passage de l'ouragan Katrina. Elle joue de la guitare dans une barque et aussi à côté d'une église presque détruite.